# День инженера
День инженера (перс. روز مهندسی‎ — Руз-э мохандэс) — иранский праздник, ежегодно отмечающийся 24 февраля (5 эсфанда по иранскому календарю).

## История праздника
День инженера ежегодно празднуется 24 февраля в честь дня рождения великого персидского математика, астронома и механика Насера ад-Дина Абу Джафара Мохаммада ибн Мохаммада Туси, родившегося в 1201 году в Тусе, провинция Хорасан-Резави, Иран. За свою жизнь Туси написал около 150 трактатов и инструкций, большая часть которых была посвящена астрономии и механике. В 1259 году Туси основал Марагинскую обсерваторию в провинции Восточный Азербайджан, Иран, которая была крупнейшей обсерваторией мира вплоть до XIV века.

## Значение праздника
Профессия инженера чрезвычайно важна и престижна в иранском обществе. В условиях современного мира инженерия включает в себя сотни различных направлений от генетической инженерии до компьютерных технологий. На данный момент в Иране работает более 3 тыс. компаний, «основанных на знаниях».
В течение последних двух десятилетий Иран продемонстрировал миру огромные достижения в инженерии, в том числе новейшие исследования в области ядерного магнитного резонанса и кругового дихроизма.
В 2016 году Иран занял второе место по количеству выпускников научно-технических специальностей в Глобальном индексе инноваций. Согласно докладу Национального научного фонда США «Научные инженерные показатели 2010 года», Иран имеет самые высокие темпы развития науки и техники в мире — ежегодный прирост в 25,7 процентов. Крайне быстрые темы Ирана в этой области обусловлены значительными достижениями в производстве научных инструментов, фармацевтических препаратов и полупроводников.
На данный момент в Иране существует 36 научно-технологических парков, размещенных по всей стране, на базе которых работает более 3,5 тыс. различных компаний. По данным Ассоциации предпринимательства Ирана, в стране существует более сотни научно-технологических парков, многие из которых работают неофициально. Из них 21 расположен в Тегеране (крупнейшие — Пардис, технологический парк Академического джихада, технопарк университета Тарбиат Модарес, технопарк Тегеранского университета, технопарк министерства энергетики и технопарк министерства здравоохранения), 8 — в провинции Фарс и 8 — в Хорасане-Резави.